# Bismarckturm (Wuppertal)
Der Bismarckturm in Wuppertal steht auf dem Gelände der Hardtanlage, einem parkähnlich gestalteten Bergrücken im Zentrum Wuppertals auf der Grenze zwischen den Stadtteilen Elberfeld und Barmen.
Der 1907 erbaute Turm diente in erster Linie als Denkmal für den ersten Reichskanzler Otto von Bismarck, der maßgeblichen Anteil an der Gründung des Deutschen Reichs von 1871 hatte, und dafür von weiten Teilen der Gesellschaft verehrt wurde. Gleichzeitig war der Bismarckturm auch als Aussichtsturm gedacht, der einen guten Überblick über weite Teile von Wuppertal bietet. Seit 2015 ist er geschlossen.

## Geschichte
Der anfangs etwa 22 Meter hohe Turm wurde überwiegend aus Spendenmitteln errichtet. Er ist einer von mehr als 40 Bismarcktürmen, die nach dem 1899 in einem Wettbewerb der Deutschen Studentenschaft prämierten Musterentwurf „Götterdämmerung“ des Architekten Wilhelm Kreis ausgeführt wurden.
Die Bauleitung übernahm der Elberfelder Stadtbaurat Lothar Schönfelder. Nur kurz nach der Grundsteinlegung am 1. April 1907 brachen Diebe den Grundstein auf und stahlen die darin enthaltene Zeitkapsel mit Dokumenten und Münzen im Wert von 18 Mark. Der Turm wurde am 19. Oktober 1907 eröffnet.
Er wurde 1991 unter Denkmalschutz gestellt und 1999–2005 umfassend saniert, wobei er seit 2002 durch einen Treppenüberbau auf der Aussichtsplattform eine Gesamthöhe von 23,5 Metern erreicht.